# Josef Schuh
Josef Peter Schuh (* 12. Mai 1930 in Bliesen, heute St. Wendel; † 18. Juli 2023 in St. Wendel) war ein deutscher Unternehmer und Politiker der CDU.

## Leben und Beruf
Schuh wuchs in Bliesen auf und besuchte dort von 1936 bis 1944 die Volksschule. Daran schloss er eine Lehre zum Einzelhandelskaufmann an, nach deren Abschluss 1947 war er zwei Jahre lang in einer Eisenwarenhandlung tätig.
1950 machte sich Schuh als Eisenwarenhändler selbstständig, seine Handlung befand sich zunächst in einer Scheune. Ende der Fünfziger Jahre gründete er die Firma EURO-Farm, welche Tierstallungen und Massenbetriebe baute. Später gründete er die Firma Euro-Fertigbau, die sich auf Holzsysteme und Fertighäuser spezialisierte. Diese kooperierte von 1974 bis 1980 mit Quelle-Haus und baute im Rahmen dessen über 6000 Häuser in Deutschland. Nach Auflösung der Kooperation baute der Betrieb weitere 5000 Häuser. 1990 wurde die Firma verkauft.
1976 gründete Schuh zudem die Firma Euro-Mansion. Diese stellte Bauteile und Fenster, Kindergärten, Kirchen, Büros und Schulen sowie Fertighäuser außerhalb Deutschlands her.
Schuh verstarb am 18. Juli 2023.

## Engagement
Von 1947 bis 1956 leitete Schuh die katholische Jugend in Bliesen. Später gründete er die Interessengemeinschaft Bliesener Vereine, welche von 1978 bis 1990 die Bliesener Vereinsmärkte veranstalteten. Später war er Ehrenvorsitzender des Bundes Katholischer Unternehmer in der Diözese Trier sowie des Bundes für Zupf- und Volksmusik im Saarland.

## Politik
1959 trat Schuh in die CDU ein. Dort gehörte er zeitweise dem Kreisvorstand des Kreisverbandes St. Wendel an. Er begründete die Mittelstandsvereinigung der CDU und war 20 Jahre lang deren Vorsitzender. Seit 1975 gehörte er auch der Europaunion des Saarlandes an. Im selben Jahr kandidierte er für den saarländischen Landtag, zunächst ohne Erfolg. Anfang 1978 rückte er jedoch über die Wahlkreisliste Neunkirchen für den ausgeschiedenen Hubert Rohde ins Parlament nach, dem er bis zur Neuwahl 1980 angehörte.

## Ehrungen
- 2000: Bundesverdienstkreuz am Bande